# Dima giachinoi
Dima giachinoi (лат.) — вид жуков-щелкунов (Elateridae) из подсемейства Dendrometrinae.

## Распространение
Встречается в Южной Европе: Греция (Euboea: Dirphys Mts).

## Описание
Взрослый жук имеет длину от 11,3 до 14,2 мм и ширину около 5 мм. Усики короткие, пронотум блестящий с редкими разбросанными пунктурами, плоским скутеллюмом. Основная окраска тела коричневая. Сходен с видом Dima isabellae.